# Zlata slikanica
Zlata slikanica je zbirka slovenskih in tujih mladinskih besedil, ki je izšla pri založbi Mladinska knjiga leta 1975. Urednik zbirke je bil pesnik Niko Grafenauer, izid pa je bil namenjen praznovanju tridesetletnice založbe.

## Vsebina zbirke
V Zlati slikanici je petnajst besedil, ki so jih pred tem izbrali slovenski otroci.
| Naslov besedila                | Avtor/-ica         | Ilustratorka          |
| ------------------------------ | ------------------ | --------------------- |
| Kekčeve zgodbe                 | Josip Vandot       | Marička Koren         |
| Kdo je napravil Vidku srajčico | Fran Levstik       | Roža Piščanec         |
| Rdeča Kapica                   | brata Grimm        | Marlenka Stupica      |
| Janko in Metka                 | prir. France Bevk  | Roža Piščanec         |
| Sneguljčica                    | brata Grimm        | Marlenka Stupica      |
| Poredni zajček                 | Branka Jurca       | Lidija Osterc         |
| Kraljična na zrnu graha        | H. Ch. Andersen    | Marija Lucija Stupica |
| Pepelka                        | brata Grimm        | Danica Rusjan         |
| Trnjulčica                     | brata Grimm        | Marlenka Stupica      |
| Miškolin                       | Josip Ribičič      | Jelka Reichman        |
| Pekarna Mišmaš                 | Svetlana Makarovič | Marija Lucija Stupica |
| Moj dežnik je lahko balon      | Ela Peroci         | Marlenka Stupica      |
| Muca Copatarica                | Ela Peroci         | Ančka Gošnik Godec    |
| Krojaček Hlaček                | Leopold Suhodolčan | Marlenka Stupica      |
| Zlata ptica                    | slovenska ljudska  | Ančka Gošnik Godec    |